# Oostenrijk op het Eurovisiesongfestival 2002
Oostenrijk nam deel aan het  Eurovisiesongfestival 2002, gehouden  in Tallinn, Estland. Het was de 39ste deelname van het land aan het festival.

## Selectieprocedure
In tegenstelling tot hun vorige deelname in 2000, koos men ervoor om deze keer een nationale finale te organiseren.
De finale werd gehouden op 1 maart 2002 in de studio's van de nationale omroep in Wenen.
Deze show werd gepresenteerd door Andi Knoll.
In totaal deden 10 artiesten mee aan deze finale en de winnaar werd gekozen door een mix van televoting, SMS-stemmen en een internetjury van 2002 mensen.

| Volgorde | Lied                         | Artiest               | Plaats | Punten |
| -------- | ---------------------------- | --------------------- | ------ | ------ |
| 1        | "On A Day In June"           | The Shepherds         | 8      | 0      |
| 2        | "Das schönste Ding der Welt" | Stermann & Grissemann | 2      | 9      |
| 3        | "Love Can Change Your Heart" | Ela                   | 6      | 3      |
| 4        | "Supadupa"                   | Hartmann              | 8      | 0      |
| 5        | "SMS4Love"                   | Hevenless7            | 7      | 1      |
| 6        | "Bluama in da Scherba"       | Bluatschink           | 3      | 8      |
| 7        | "Say A Word"                 | Manuel Ortega         | 1      | 10     |
| 8        | "Won't Forget Tonight"       | Loud9                 | 3      | 8      |
| 9        | "Güle güle"                  | Kubilay Bas           | 8      | 0      |
| 10       | "Be Somebody, Be Someone"    | Anik Kadinski         | 5      | 6      |

## In Tallinn
Op het festival in Zweden moest Oostenrijk aantreden als derde, na het Verenigd Koninkrijk en voor Griekenland. Na het afsluiten van de stemmen bleek dat Oostenrijk op een achttiende plaats was geëindigd met 26 punten.
Men ontving 1 keer het maximum van de punten.
Nederland deed niet mee in 2002 en België had 5 punten over voor deze inzending.

### Gekregen punten

#### Finale
| 12 punten | 10 punten | 8 punten | 7 punten      | 6 punten           |
| --------- | --------- | -------- | ------------- | ------------------ |
| - Turkije |           |          | - Zwitserland |                    |
| 5 punten  | 4 punten  | 3 punten | 2 punten      | 1 punt             |
| - België  |           |          |               | - Cyprus - Rusland |

### Punten gegeven door Oostenrijk

#### Finale
Punten gegeven in de finale:
| 12 punten | Verenigd Koninkrijk   |
| 10 punten | Letland               |
| 8 punten  | Malta                 |
| 7 punten  | Bosnië en Herzegovina |
| 6 punten  | Kroatië               |
| 5 punten  | Zwitserland           |
| 4 punten  | Zweden                |
| 3 punten  | Estland               |
| 2 punten  | Slovenië              |
| 1 punt    | Duitsland             |

1957 · 1958 · 1959 · 1960 · 1961 · 1962 · 1963 · 1964 · 1965 · 1966 · 1967 · 1968 · 1969-1970 · 1971 · 1972 · 1973-1975 · 1976 · 1977 · 1978 · 1979 · 1980 · 1981 · 1982 · 1983 · 1984 · 1985 · 1986 · 1987 · 1988 · 1989 · 1990 · 1991 · 1992 · 1993 · 1994 · 1995 · 1996 · 1997 · 1998 · 1999 · 2000 · 2001 · 2002 · 2003 · 2004 · 2005 · 2006 · 2007 · 2008-2010 · 2011 · 2012 · 2013 · 2014 · 2015 · 2016 · 2017 · 2018 · 2019 · 2020 · 2021 · 2022 · 2023 · 2024 · 2025